# Championnat de Russie de football de troisième division 2008
Navigation
Édition précédente Édition suivante
La saison 2008 de Vtoroï Divizion est la dix-septième édition de la troisième division russe. Elle prend place du 12 avril au 2 novembre 2008.
Quatre-vingt-trois clubs du pays sont divisés en cinq zones géographiques (Centre, Est, Ouest, Oural-Povoljié, Sud) contenant entre dix et dix-neuf équipes chacune, où ils s'affrontent deux à trois fois, à domicile et à l'extérieur. En fin de saison, le dernier de chaque zone est relégué en quatrième division, tandis que le vainqueur de chaque zone est directement promu en deuxième division.

## Compétition

### Règlement
Le classement est établi sur le barème de points suivant : trois points pour une victoire, un pour un match nul et aucun pour une défaite. Pour départager les équipes à égalité de points, les critères suivants sont utilisés :
1. Nombre de matchs gagnés
2. Confrontations directes (points, matchs gagnés, différence de buts, buts marqués, buts marqués à l'extérieur)
3. Différence de buts générale
4. Buts marqués (général)
5. Buts marqués à l'extérieur (général)

### Zone Centre

#### Participants
Légende des couleurs
- Relégué de deuxième division
- Promu de quatrième division

| Club                           | D3 depuis | Classement 2007    |
| ------------------------------ | --------- | ------------------ |
| Avangard Koursk                | 2008      | 18 (D2)            |
| Mordovia Saransk               | 2008      | 19 (D2)            |
| Metallourg Lipetsk             | 2006      | 2                  |
| FK Loukhovitsy                 | 1998      | 3                  |
| FK Riazan                      | 2000      | 4                  |
| FK Goubkine                    | 2006      | 5                  |
| FK Ielets                      | 2000      | 6                  |
| Dinamo Voronej                 | 2006      | 8                  |
| Zénith Penza                   | 2002      | 9                  |
| Spartak Tambov                 | 1997      | 10                 |
| Saturn-2 Joukovski             | 1998      | 11                 |
| Znamia Trouda Orekhovo-Zouïevo | 2007      | 12                 |
| Zvezda Serpoukhov              | 2006      | 14                 |
| Lokomotiv Liski                | 2005      | 15                 |
| Nika Moscou                    | 2005      | 17                 |
| Zodiak-Oskol Stary Oskol       | 2008      | 1 (D4, Tchernozem) |
| FCS-73 Voronej                 | 2008      | 4 (D4, Tchernozem) |
| Rousitchi Orel                 | 2008      | 5 (D4, Tchernozem) |

#### Classement
| Rang | Équipe                         | Pts | J  | G  | N  | P  | Bp | Bc | Diff |
| ---- | ------------------------------ | --- | -- | -- | -- | -- | -- | -- | ---- |
| 1    | Metallourg Lipetsk             | 76  | 34 | 23 | 7  | 4  | 58 | 16 | +42  |
| 2    | Avangard Koursk R              | 75  | 34 | 23 | 6  | 5  | 48 | 18 | +30  |
| 3    | FK Loukhovitsy                 | 67  | 34 | 20 | 7  | 7  | 52 | 29 | +23  |
| 4    | FK Goubkine                    | 67  | 34 | 20 | 7  | 7  | 62 | 28 | +34  |
| 5    | Zvezda Serpoukhov              | 65  | 34 | 19 | 8  | 7  | 64 | 32 | +32  |
| 6    | Dinamo Voronej                 | 62  | 34 | 17 | 11 | 6  | 53 | 29 | +24  |
| 7    | Mordovia Saransk R             | 56  | 34 | 16 | 8  | 10 | 46 | 38 | +8   |
| 8    | FK Riazan                      | 47  | 34 | 12 | 11 | 11 | 39 | 34 | +5   |
| 9    | FK Ielets                      | 46  | 34 | 15 | 1  | 18 | 44 | 51 | -7   |
| 10   | Zénith Penza                   | 43  | 34 | 11 | 10 | 13 | 33 | 44 | -11  |
| 11   | Lokomotiv Liski                | 42  | 34 | 12 | 6  | 16 | 44 | 45 | -1   |
| 12   | Spartak Tambov                 | 38  | 34 | 11 | 5  | 18 | 34 | 46 | -12  |
| 13   | Rousitchi Orel P               | 38  | 34 | 9  | 11 | 14 | 32 | 41 | -9   |
| 14   | Zodiak-Oskol Stary Oskol P     | 32  | 34 | 9  | 5  | 20 | 31 | 50 | -19  |
| 15   | Saturn-2 Joukovski             | 31  | 34 | 9  | 4  | 21 | 31 | 51 | -20  |
| 16   | Znamia Trouda Orekhovo-Zouïevo | 29  | 34 | 6  | 11 | 17 | 30 | 54 | -24  |
| 17   | Nika Moscou                    | 23  | 34 | 7  | 2  | 25 | 23 | 77 | -54  |
| 18   | FCS-73 Voronej P               | 18  | 34 | 4  | 6  | 24 | 25 | 67 | -42  |

Promotion en deuxième division
- 1er : promotion

Relégation en quatrième division
- 18e : relégation

- 3e, 6e et 10e : rétrogradation

Abréviations
- P : Promu de quatrième division
- R : Relégué de deuxième division

1. 1 2 3  Le FK Loukhovitsy, le Dinamo Voronej et le Zénith Penza quittent la compétition à l'issue de la saison.

### Zone Est

#### Participants
Légende des couleurs
- Promu de quatrième division

| Club                         | D3 depuis | Classement 2007 |
| ---------------------------- | --------- | --------------- |
| Amour Blagovechtchensk       | 2006      | 2               |
| FK Tchita                    | 2006      | 3               |
| Smena Komsomolsk-sur-l'Amour | 2002      | 4               |
| Irtych-1946 Omsk             | 1999      | 5               |
| Metallourg Krasnoïarsk       | 2007      | 6               |
| Okean Nakhodka               | 1997      | 7               |
| Sibiriak Bratsk              | 1998      | 8               |
| Sakhaline Ioujno-Sakhalinsk  | 2007      | 9               |
| Sibir-2 Novossibirsk         | 2008      | 2 (D4, Sibérie) |
| Kouzbass Kemerovo            | 2008      | 1 (D5, Sibérie) |

#### Classement
| Rang | Équipe                       | Pts | J  | G  | N  | P  | Bp | Bc | Diff |
| ---- | ---------------------------- | --- | -- | -- | -- | -- | -- | -- | ---- |
| 1    | FK Tchita                    | 60  | 27 | 17 | 9  | 1  | 53 | 22 | +31  |
| 2    | Smena Komsomolsk-sur-l'Amour | 54  | 27 | 17 | 3  | 7  | 51 | 21 | +30  |
| 3    | Irtych-1946 Omsk             | 49  | 27 | 14 | 7  | 6  | 46 | 30 | +16  |
| 4    | Sibir-2 Novossibirsk P       | 40  | 27 | 11 | 7  | 9  | 36 | 40 | -4   |
| 5    | Sibiriak Bratsk              | 35  | 27 | 9  | 8  | 10 | 34 | 37 | -3   |
| 6    | Metallourg Krasnoïarsk       | 34  | 27 | 9  | 7  | 11 | 38 | 34 | +4   |
| 7    | Okean Nakhodka               | 34  | 27 | 8  | 10 | 9  | 22 | 28 | -6   |
| 8    | Kouzbass Kemerovo P          | 25  | 27 | 7  | 4  | 16 | 27 | 49 | -22  |
| 9    | Amour Blagovechtchensk       | 25  | 27 | 6  | 7  | 14 | 29 | 45 | -16  |
| 10   | Sakhaline Ioujno-Sakhalinsk  | 15  | 27 | 3  | 6  | 18 | 18 | 48 | -30  |

Promotion en deuxième division
- 1er : promotion

Relégation en quatrième division
- 4e : rétrogradation

Abréviations
- P : Promu de quatrième division

1. ↑  L'équipe 2 du Sibir Novossibirsk est dissoute à l'issue de la saison.

### Zone Ouest

#### Participants
Légende des couleurs
- Relégué de deuxième division
- Promu de quatrième division

| Club                                 | D3 depuis | Classement 2007       |
| ------------------------------------ | --------- | --------------------- |
| Tekstilchtchik Ivanovo               | 2008      | 20 (D2)               |
| Cheksna Tcherepovets                 | 2000      | 2                     |
| Dinamo Saint-Pétersbourg             | 2006      | 3                     |
| Torpedo Vladimir                     | 2001      | 4                     |
| Spartak Kostroma                     | 1998      | 5                     |
| FK Reoutov                           | 2003      | 6                     |
| Zénith-2 Saint-Pétersbourg           | 1998      | 7                     |
| Spartak Chtchiolkovo                 | 1995      | 8                     |
| Torpedo-RG Moscou                    | 2006      | 9                     |
| Volotchanine-Ratmir Vychni Volotchek | 1998      | 10                    |
| Nara-CBFR Naro-Fominsk               | 2005      | 11                    |
| Zelenograd Moscou                    | 2007      | 12                    |
| Dinamo Vologda                       | 1994      | 13                    |
| Volga Tver                           | 2004      | 14                    |
| FK Istra                             | 2008      | 1 (D4, Podmoskovié A) |
| MVD Rossii Moscou                    | 2008      | 1 (D4, Moscou B)      |
| Sever Mourmansk                      | 2008      | 1 (D4, Nord-Ouest)    |
| FK Dmitrov                           | 2008      | 2 (D4, Podmoskovié A) |
| Pskov-747                            | 2008      | 2 (D4, Nord-Ouest)    |

#### Classement
| Rang | Équipe                               | Pts | J  | G  | N  | P  | Bp | Bc | Diff |
| ---- | ------------------------------------ | --- | -- | -- | -- | -- | -- | -- | ---- |
| 1    | MVD Rossii Moscou P                  | 79  | 36 | 25 | 4  | 7  | 70 | 36 | +34  |
| 2    | Torpedo Vladimir                     | 79  | 36 | 24 | 7  | 5  | 54 | 14 | +40  |
| 3    | Cheksna Tcherepovets                 | 68  | 36 | 20 | 8  | 8  | 46 | 26 | +20  |
| 4    | Spartak Kostroma                     | 66  | 36 | 18 | 12 | 6  | 65 | 29 | +36  |
| 5    | Volga Tver                           | 56  | 36 | 16 | 8  | 12 | 46 | 32 | +14  |
| 6    | Sever Mourmansk P                    | 56  | 36 | 15 | 11 | 10 | 49 | 45 | +4   |
| 7    | Dinamo Saint-Pétersbourg             | 53  | 36 | 15 | 8  | 13 | 55 | 45 | +10  |
| 8    | FK Dmitrov P                         | 49  | 36 | 14 | 7  | 15 | 40 | 42 | -2   |
| 9    | FK Reoutov                           | 48  | 36 | 13 | 9  | 14 | 39 | 47 | -8   |
| 10   | Pskov-747 P                          | 47  | 36 | 11 | 14 | 12 | 32 | 33 | -1   |
| 11   | Spartak Chtchiolkovo                 | 46  | 36 | 11 | 13 | 12 | 40 | 40 | 0    |
| 12   | Zelenograd Moscou                    | 44  | 36 | 12 | 8  | 16 | 47 | 51 | -4   |
| 13   | Volotchanine-Ratmir Vychni Volotchek | 40  | 36 | 10 | 10 | 16 | 32 | 46 | -14  |
| 14   | Torpedo-RG Moscou                    | 39  | 36 | 10 | 9  | 17 | 41 | 47 | -6   |
| 15   | FK Istra P                           | 39  | 36 | 10 | 9  | 17 | 37 | 60 | -23  |
| 16   | Dinamo Vologda                       | 39  | 36 | 10 | 9  | 17 | 42 | 58 | -16  |
| 17   | Nara-CBFR Naro-Fominsk               | 36  | 36 | 10 | 6  | 20 | 36 | 59 | -23  |
| 18   | Tekstilchtchik Ivanovo R             | 34  | 36 | 8  | 10 | 18 | 35 | 58 | -23  |
| 19   | Zénith-2 Saint-Pétersbourg           | 24  | 36 | 6  | 6  | 24 | 38 | 76 | -38  |

Promotion en deuxième division
- 1er : promotion

Relégation en quatrième division
- 19e : relégation

- 9e : rétrogradation

Abréviations
- P : Promu de quatrième division
- R : Relégué de deuxième division

1. ↑  Le FK Reutov se retire de la compétition à l'issue de la saison.

### Zone Oural-Povoljié

#### Participants
Légende des couleurs
- Promu de quatrième division

| Club                   | D3 depuis | Classement 2007                   |
| ---------------------- | --------- | --------------------------------- |
| Gazovik Orenbourg      | 1998      | 2                                 |
| Zénith Tcheliabinsk    | 1998      | 3                                 |
| Volga Nijni Novgorod   | 2001      | 4                                 |
| Dinamo Kirov           | 1999      | 5                                 |
| Akademia Dimitrovgrad  | 2000      | 6                                 |
| Lada Togliatti         | 2007      | 7                                 |
| Alnas Almetievsk       | 2001      | 8                                 |
| FK Tioumen             | 2006      | 9                                 |
| SOYOUZ-Gazprom Ijevsk  | 2005      | 10                                |
| Iounit Samara          | 2006      | 11                                |
| Sokol Saratov          | 2007      | 12                                |
| Neftekhimik Nijnekamsk | 2005      | 13                                |
| Rubin-2 Kazan          | 2004      | 14                                |
| Gorniak Outchaly       | 2008      | 1 (D4, Oural-Sibérie occidentale) |
| Khimik Dzerjinsk       | 2008      | 1 (D4, Privoljié)                 |
| Energetik Ouren        | 2008      | 2 (D4, Privoljié)                 |
| FK Nijni Novgorod      | 2008      | 3 (D4, Privoljié)                 |
| FK Togliatti           | 2008      | Fondation                         |

#### Classement
| Rang | Équipe                 | Pts | J  | G  | N  | P  | Bp | Bc  | Diff |
| ---- | ---------------------- | --- | -- | -- | -- | -- | -- | --- | ---- |
| 1    | Volga Nijni Novgorod   | 78  | 34 | 23 | 9  | 2  | 73 | 23  | +50  |
| 2    | Gazovik Orenbourg      | 71  | 34 | 20 | 11 | 3  | 64 | 29  | +35  |
| 3    | FK Nijni Novgorod P    | 69  | 34 | 22 | 3  | 9  | 78 | 39  | +39  |
| 4    | Gorniak Outchaly P     | 60  | 34 | 17 | 9  | 8  | 65 | 32  | +33  |
| 5    | Lada Togliatti         | 57  | 34 | 15 | 12 | 7  | 44 | 30  | +14  |
| 6    | Khimik Dzerjinsk P     | 57  | 34 | 15 | 12 | 7  | 51 | 39  | +12  |
| 7    | Zénith Tcheliabinsk    | 55  | 34 | 16 | 7  | 11 | 49 | 31  | +18  |
| 8    | FK Togliatti P         | 54  | 34 | 16 | 6  | 12 | 63 | 55  | +8   |
| 9    | Rubin-2 Kazan          | 53  | 34 | 15 | 8  | 11 | 58 | 43  | +15  |
| 10   | FK Tioumen             | 50  | 34 | 14 | 8  | 12 | 71 | 57  | +14  |
| 11   | SOYOUZ-Gazprom Ijevsk  | 45  | 34 | 13 | 6  | 15 | 56 | 57  | -1   |
| 12   | Sokol Saratov          | 41  | 34 | 12 | 5  | 17 | 49 | 44  | +5   |
| 13   | Alnas Almetievsk       | 40  | 34 | 11 | 7  | 16 | 51 | 53  | -2   |
| 14   | Neftekhimik Nijnekamsk | 38  | 34 | 9  | 11 | 14 | 39 | 44  | -5   |
| 15   | Dinamo Kirov           | 37  | 34 | 10 | 7  | 17 | 30 | 41  | -11  |
| 16   | Energetik Ouren P      | 35  | 34 | 9  | 8  | 17 | 30 | 48  | -18  |
| 17   | Iounit Samara          | 8   | 34 | 2  | 2  | 30 | 21 | 140 | -119 |
| 18   | Akademia Dimitrovgrad  | 3   | 34 | 0  | 3  | 31 | 20 | 107 | -87  |

Promotion en deuxième division
- 1er et 3e : promotion

Relégation en quatrième division
- 13e, 16e et 17e : rétrogradation

Abréviations
- P : Promu de quatrième division

1. 1 2 3  L'Alnas Almetievsk, l'Energetik Ouren et l'Iounit Samara sont tous dissous à l'issue de la saison.

### Zone Sud

#### Participants
Légende des couleurs
- Relégué de deuxième division
- Promu de quatrième division

| Club                          | D3 depuis | Classement 2007 |
| ----------------------------- | --------- | --------------- |
| Dinamo Stavropol              | 2003      | 2               |
| Bataïsk-2007                  | 2007      | 3               |
| Rotor Volgograd               | 2006      | 4               |
| Droujba Maïkop                | 1999      | 5               |
| Kavkaztransgaz-2005 Ryzdvyany | 2006      | 6               |
| FK Taganrog                   | 2006      | 7               |
| Krasnodar-2000                | 2001      | 8               |
| Sotchi-04                     | 2005      | 9               |
| Olimpia Volgograd             | 2000      | 10              |
| FK Astrakhan                  | 2000      | 11              |
| Energia Voljski               | 2007      | 12              |
| Avtodor Vladikavkaz           | 1995      | 13              |
| Spartak-UGP Anapa             | 2005      | 14              |
| Nika Krasny Souline           | 2008      | 1 (D4, Sud)     |
| Jemtchoujina Sotchi           | 2008      | 2 (D4, Sud)     |
| Dagdizel Kaspiisk             | 2008      | 3 (D4, Sud)     |
| Volgar-2 Astrakhan            | 2008      | 5 (D4, Sud)     |
| FK Krasnodar                  | 2008      | Fondation       |

#### Classement
| Rang | Équipe                        | Pts | J  | G  | N  | P  | Bp | Bc | Diff |
| ---- | ----------------------------- | --- | -- | -- | -- | -- | -- | -- | ---- |
| 1    | Volgar-2 Astrakhan P          | 83  | 34 | 26 | 5  | 3  | 72 | 17 | +55  |
| 2    | Bataïsk-2007                  | 76  | 34 | 24 | 4  | 6  | 73 | 31 | +42  |
| 3    | FK Krasnodar P                | 72  | 34 | 22 | 6  | 6  | 60 | 23 | +37  |
| 4    | Olimpia Volgograd             | 71  | 34 | 22 | 5  | 7  | 71 | 31 | +40  |
| 5    | Dinamo Stavropol              | 59  | 34 | 17 | 8  | 9  | 55 | 47 | +8   |
| 6    | Jemtchoujina Sotchi P         | 54  | 34 | 14 | 12 | 8  | 48 | 30 | +18  |
| 7    | Dagdizel Kaspiisk P           | 46  | 34 | 13 | 7  | 14 | 35 | 45 | -10  |
| 8    | Kavkaztransgaz-2005 Ryzdvyany | 44  | 34 | 11 | 11 | 12 | 38 | 41 | -3   |
| 9    | Energia Voljski               | 42  | 34 | 12 | 6  | 16 | 44 | 48 | -4   |
| 10   | Droujba Maïkop                | 42  | 34 | 12 | 6  | 16 | 39 | 57 | -18  |
| 11   | Nika Krasny Souline P         | 36  | 34 | 10 | 6  | 18 | 35 | 60 | -25  |
| 12   | FK Taganrog                   | 36  | 34 | 9  | 9  | 16 | 34 | 42 | -8   |
| 13   | Rotor Volgograd               | 35  | 34 | 9  | 8  | 17 | 40 | 62 | -22  |
| 14   | FK Astrakhan                  | 33  | 34 | 9  | 6  | 19 | 31 | 56 | -25  |
| 15   | Krasnodar-2000                | 33  | 34 | 8  | 9  | 17 | 35 | 53 | -18  |
| 16   | Sotchi-04                     | 32  | 34 | 9  | 5  | 20 | 27 | 55 | -28  |
| 17   | Spartak-UGP Anapa             | 30  | 34 | 8  | 6  | 20 | 29 | 50 | -21  |
| 18   | Avtodor Vladikavkaz           | 30  | 34 | 7  | 9  | 18 | 39 | 57 | -18  |

Promotion en deuxième division
- 1er et 3e : promotion

Relégation en quatrième division
- 4e, 5e, 11e, 16e et 17e : rétrogradation

Abréviations
- P : Promu de quatrième division
- R : Relégué de deuxième division

1. ↑  Le FK Krasnodar est promu en remplacement du SKA Rostov rétrogradé de deuxième division.
2. 1 2 3 4  L'Olimpia Volgograd, le Nika Krasny Souline, le Sotchi-04 et le Spartak-UGP Anapa sont tous rétrogradés à l'issue de la saison.
3. ↑  Le Dinamo Stavropol se voit retirer sa licence professionnelle à l'issue de la saison.

## Coupe PFL
La saison 2008 voit se jouer la sixième édition de la coupe PFL à la fin de la saison durant le mois de novembre. Celle-ci regroupe les vainqueurs de chaque groupe au sein d'une poule unique et les voit s'affronter chacun une fois sur terrain neutre, au stade Loujniki de Moscou. Le premier au classement à l'issue du tournoi est désigné champion de la troisième division et se voit remettre le trophée de la coupe PFL.
Le Volga Nijni Novgorod remporte la compétition et est désigné champion de la troisième division.
| Rang | Équipe                     | Pts | J | G | N | P | Bp | Bc | Diff |  | Résultats (▼ dom., ► ext.) | VNN | MET | MVD | TCH | VAS |
| ---- | -------------------------- | --- | - | - | - | - | -- | -- | ---- |  | -------------------------- | --- | --- | --- | --- | --- |
| 1    | Volga Nijni Novgorod       | 10  | 4 | 3 | 1 | 0 | 11 | 3  | +8   |  | Volga Nijni Novgorod       |     |     | 3-1 |     | 3-0 |
| 2    | Metallourg Lipetsk         | 10  | 4 | 3 | 1 | 0 | 6  | 3  | +3   |  | Metallourg Lipetsk         | 2-2 |     |     | 1-0 |     |
| 3    | MVD Rossii Moscou          | 6   | 4 | 2 | 0 | 2 | 7  | 8  | -1   |  | MVD Rossii Moscou          |     | 0-1 |     |     | 3-2 |
| 4    | FK Tchita                  | 3   | 4 | 1 | 0 | 3 | 5  | 9  | -4   |  | FK Tchita                  | 0-3 |     | 2-3 |     |     |
| 5    | Volgar-Gazprom-2 Astrakhan | 0   | 4 | 0 | 0 | 4 | 5  | 11 | -6   |  | Volgar-Gazprom-2 Astrakhan |     | 1-2 |     | 2-3 |     |